# Žalm 111

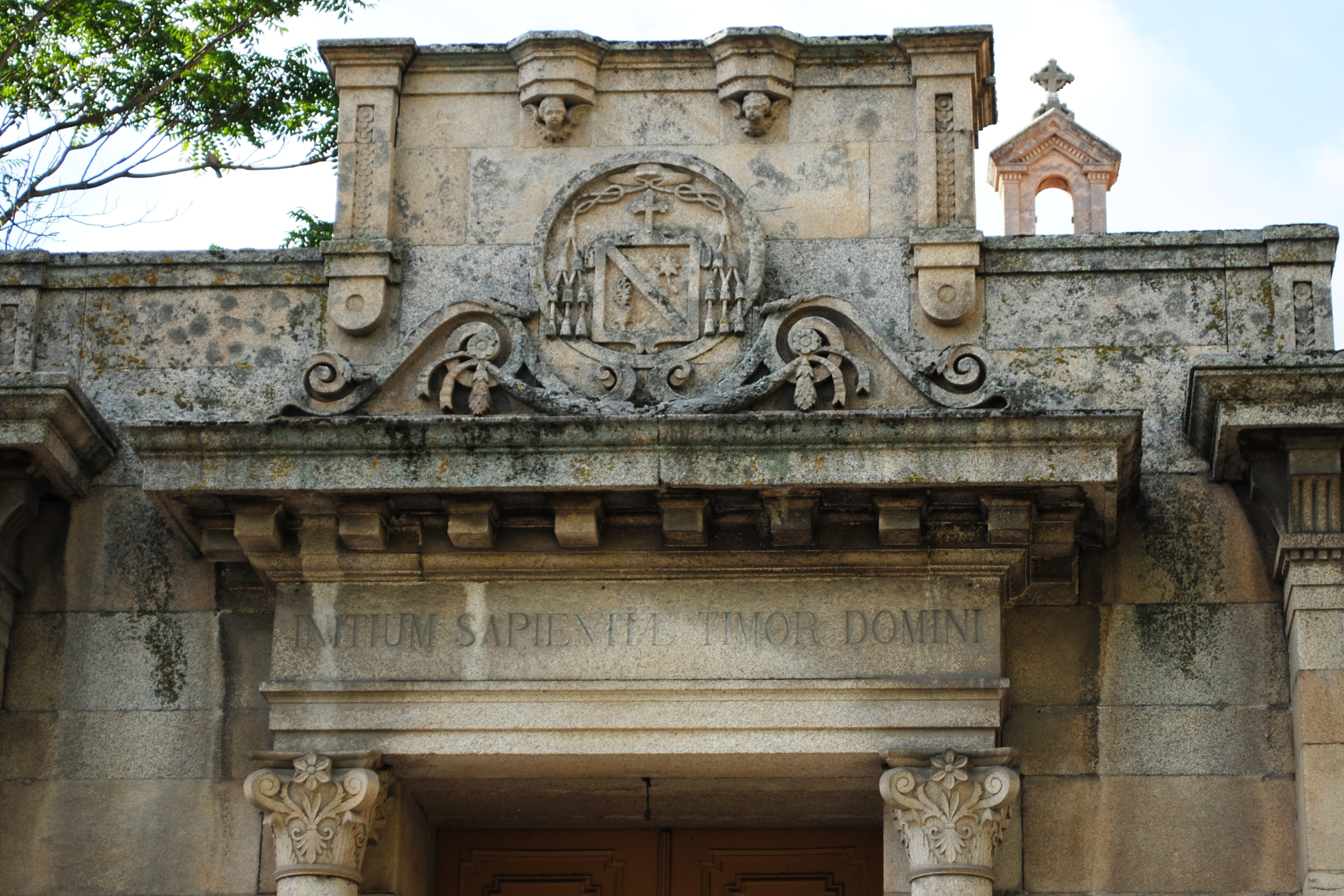
Initium sapientiæ timor Domini (Počátek moudrosti je bát se Hospodina), nápis na portálu v Ourense

Žalm 111 (Oslavím Hospodina celým srdcem, lat. Confitebor tibi, Domine, podle řeckého překladu žalm 110) je součástí starozákonní Knihy žalmů. Patří do 5. knihy žalmů, mezi žalmy halel, neboli oslavné žalmy.

## Text
| verš | hebrejský originál                                         | český překlad                                                                                                  | latinský překlad (Vulgata)                                                                                        |
| ---- | ---------------------------------------------------------- | --- | --- |
| 1    | הַלְלוּ-יָהּ: אוֹדֶה יְהוָה, בְּכָל-לֵבָב;בְּסוֹד יְשָׁרִים וְעֵדָה                | Aleluja! Oslavím Hospodina celým srdcem ve sboru spravedlivých i ve shromáždění.                               | Alleluja. Confitebor tibi, Domine, in toto corde meo, in consilio justorum, et congregatione.                     |
| 2    | גְּדֹלִים, מַעֲשֵׂי יְהוָה; דְּרוּשִׁים, לְכָל-חֶפְצֵיהֶם.                      | Veliká jsou Hospodinova díla, ať o nich uvažují všichni, kteří je milují.                                      | Magna opera Domini: exquisita in omnes voluntates ejus.                                                           |
| 3    | הוֹד-וְהָדָר פָּעֳלוֹ; וְצִדְקָתוֹ, עֹמֶדֶת לָעַד.                           | Velebnost a vznešenost je jeho dílo a jeho spravedlnost zůstává na věky.                                       | Confessio et magnificentia opus ejus, et justitia ejus manet in sæculum sæculi.                                   |
| 4    | זֵכֶר עָשָׂה, לְנִפְלְאוֹתָיו;חַנּוּן וְרַחוּם יְהוָה                         | Památku ustanovil na své divy, Hospodin je milosrdný a dobrotivý.                                              | Memoriam fecit mirabilium suorum, misericors et miserator Dominus.                                                |
| 5    | טֶרֶף, נָתַן לִירֵאָיו;יִזְכֹּר לְעוֹלָם בְּרִיתוֹ.                          | Pokrm dal těm, kdo se ho bojí, neustále bude pamatovat na svou smlouvu.                                        | Escam dedit timentibus se; memor erit in sæculum testamenti sui.                                                  |
| 6    | כֹּחַ מַעֲשָׂיו, הִגִּיד לְעַמּוֹ-לָתֵת לָהֶם, נַחֲלַת גּוֹיִם.                    | Své mocné činy ukázal svému lidu,                                                                              | Virtutem operum suorum annuntiabit populo suo,                                                                    |
| 7    | מַעֲשֵׂי יָדָיו, אֱמֶתוּמִשְׁפָּט; נֶאֱמָנִים כָּל-פִּקּוּדָיו.                     | když jim dal majetek pohanů. Skutky jeho rukou jsou věrné a spravedlivé, spolehlivé jsou všechny jeho příkazy, | ut det illis hæreditatem gentium. Opera manuum ejus veritas et judicium.                                          |
| 8    | סְמוּכִים לָעַד לְעוֹלָם;עֲשׂוּיִם, בֶּאֱמֶת וְיָשָׁר.                         | pevné navěky, navždy, provedené v pravdě a právu.                                                              | Fidelia omnia mandata ejus, confirmata in sæculum sæculi, facta in veritate et æquitate                           |
| 9    | פְּדוּת, שָׁלַח לְעַמּוֹ-- צִוָּה-לְעוֹלָם בְּרִיתוֹ; קָדוֹשׁ וְנוֹרָא שְׁמוֹ.          | Vykoupení seslal svému lidu, sjednal navěky svou smlouvu; svaté a velebné je jméno jeho.                       | Redemptionem misit populo suo; mandavit in æternum testamentum suum. Sanctum et terribile nomen ejus.             |
| 10   | רֵאשִׁית חָכְמָה, יִרְאַת יְהוָה-- שֵׂכֶל טוֹב, לְכָל-עֹשֵׂיהֶם; תְּהִלָּתוֹ, עֹמֶדֶת לָעַ | Počátek moudrosti je bát se Hospodina: moudře jednají všichni, kdo ji zachovávají; jeho chvála zůstává navždy. | Initium sapientiæ timor Domini; intellectus bonus omnibus facientibus eum: laudatio ejus manet in sæculum sæculi. |

## Užití v hudbě
Mezi významná hudební zpracování žalmu 111 patří díla těchto autorů:
- Marc-Antoine Charpentier několikrát latinsky ve formě velkého moteta pod názvem Confitebor tibi, Domine: H.151 (okolo r. 1670), H.200 a H.200-a (okolo r. 1690), H.220 (po roce 1690), H.225 (okolo r. 1695)
- Henri Desmarets latinsky pod názvem Confitebor tibi, Domine (1707)